# Barthe
Barthe é uma comuna francesa na região administrativa de Occitânia, no departamento dos Altos Pirenéus. Estende-se por uma área de 1,35 km², Em 2010 a comuna tinha 22 habitantes (densidade: 16,3 hab./km²)..